# Maksymalna awaria projektowa
Maksymalna awaria projektowa (MAP, ang. maximum credible accident) – najgroźniejsza awaria rozpatrywana w projekcie elektrowni jądrowej. Projekt elektrowni musi udowadniać urzędowi dozoru jądrowego wydającego licencję na pracę elektrowni, że w przypadku takiej awarii układy bezpieczeństwa zapewnią skuteczny odbiór ciepła powyłączeniowego i wychłodzenie reaktora, chroniąc go przez stopieniem i narażeniem na emisję substancji promieniotwórczych poza obudowę bezpieczeństwa.
Pojęcie zostało wprowadzone przez amerykańską Komisję Energii Atomowej w 1959.
W reaktorach wodnych ciśnieniowych najczęściej maksymalną awarią projektową jest całkowite rozerwanie największego rurociągu obiegu pierwotnego (tzw. AUCH po DROP – awaria utraty chłodzenia po dużym rozerwaniu obiegu pierwotnego). Zgodnie z zasadą pesymizacji, obowiązującą przy projektowaniu urządzeń jądrowych, zakłada się, że rozerwanie następuje natychmiast na całym przekroju rurociągu („cięcie gilotynowe”) na dopływie do rdzenia, z dwustronnym wypływem chłodziwa. Badania pęknięć rur dowodzą jednak, że duże rurociągu pękają jako rozwierająca się szczelina wzdłużna a wypływ z pęknięcia nie osiąga natychmiast maksymalnej wartości. W przypadku AUCH po DROP opróżnienie obiegu pierwotnego z cieczy chłodzącej może nastąpić w ciągu kilkunastu sekund.
Dla elektrowni jądrowej Żarnowiec, z reaktorem WWER-440 V-213, której budowę przerwano w 1990, jako MAP przyjmowano również rozerwanie największego rurociągu obiegu pierwotnego, ale połączoną ze stopieniem 10% rdzenia reaktora.
Europejski Reaktor Ciśnieniowy zaprojektowany jest tak, aby MAP nie zdarzyło się w nim częściej niż raz na 1,6 miliona lat.